# اوفک-۹
اوفک-۹ (انگلیسی: Ofek-9) یکی از مجموعه ماهواره‌های جاسوسی اوفک که توسط صنایع هوافضای اسرائیل (IAI) برای وزارت دفاع این کشور طراحی و ساخته شده است.
اوفک-۹ در ۲۲ ژوئن ۲۰۱۰ از پایگاه هوایی پالماخیم در اسرائیل به فضا پرتاب شد. با وجود این که قابلیت‌های دقیق تصویربرداری این ماهواره محرمانه است، منابع آگاه می‌گویند که با وجود اوفک-۵ و اوفک-۷ در مدار، اوفک-۹ امکان تصویربرداری با قدرت تفکیک بهتر از نیم متر را دارد. همچنین گفته می‌شود که این ماهواره امکان تشخیص اشیای حمل‌شده توسط انسان‌ها را داراست.
همچنین این ماهواره توانایی دید در شب و تشخیص در تمامی شرایط آب و هوایی را دارد. گستره‌ی پوشش این ماهواره، تمام همسایگان عربی اسرائیل را در برمیگیرد.